# Scopula seminigra
Scopula seminigra är en fjärilsart som beskrevs av Hans Rebel 1912. Scopula seminigra ingår i släktet Scopula och familjen mätare. Inga underarter finns listade.